# Критика «Школы жён»
«Кри́тика „Шко́лы жён“» (фр. La Critique de l'École des femmes) — одноактная театральная комедия Мольера в прозе, поставленная в театре Пале-Рояль в пятницу 1 июня 1663 года.
Посвящалась комедия матери короля Людовика XIV Анне Австрийской. Комедия была ответом на критическую реакцию, вызванную постановкой комедии «Школа жён». Она вызвала цепную реакцию взаимных обвинений и оскорблений. В ответ на постановку критики один из оппонентов Мольера Лизидас-де Визе написал пьесу «Зелинда, или Настоящая критика „Школы жен“». Эта пьеса не попала на сцену, но распространялась в Париже в печатном виде. Другой оппонент, Эдм Бурсо, написал и поставил в Бургонском отеле пьесу «Портрет художника, или Контр-критика „Школы жен“». В ответ Мольер написал и поставил 14 октября 1663 года «Версальский экспромт». Далее де Вилье и де Визе совместно написали пьесу «Месть маркизов», а Антуан-Жакоб Монфлери-младший написал пьесу «Экспромт дворца Конде». Наконец, Филипп де ла Круа написал произведение «Комическая война, или Защита „Школы жен“», в котором осуждал распрю между служителями искусства.
Пьеса была впервые напечатана в 1663 г. («La Critique de l’Ecole des femmes», ed. Ch. de Sercy, 1663).
Первое издание русского перевода «Критика на Школу женщин», перевод Н. Максимова, изд. О. И. Бакста, 1884, Собр. соч. Мольера, т. I.
Первая русская постановка: Санкт-Петербург, Александринский театр, 1842 г. (бенефис А. Е. Мартынова).

## Действующие лица
- Урания.

Первая исполнительница роли актриса труппы Мольера Катрин Дебри (fr:Mademoiselle de Brie).
- Элиза.

Первая исполнительница — Арманда Бежар, жена Мольера
- Климена.

Первая исполнительница — Тереза Дюпарк (fr:Mademoiselle Du Parc)
- Маркиз.

В этой роли выступал сам Мольер
- Дорант, он же шевалье.

Первый исполнитель — fr:Brécourt
- Лизидас, поэт.

Первый исполнитель — fr:Du Croisy
- Галопен, лакей.

## Сюжет
Действие комедии происходит в салоне госпожи Элизы, который постепенно наполняется гостями, обсуждающими комедию «Школа жён». В защиту комедии выступают Урания и шевалье Дорант. Активно осуждают пьесу Климена и Маркиз. Элиза и сочинитель Лизидас легко меняют одобрительное мнение на осуждающее. Репликами персонажей Мольер показывает несостоятельность и необоснованность критиков пьесы, показывает механизмы формирования «общественного мнения». Вместе с тем действующие лица не являются просто носителями мнений. Несмотря на краткость пьесы Мольеру удалось создать реалистические социально-психологические образы героев. Обращает на себя внимание аргумент в защиту комедии, выдвинутый Дорантом и развитый Уранией: пьеса нравится двору, а где, как не при дворе, можно найти столько просвещенных и компетентных людей, знатоков искусств. Известно, что король действительно поддерживал эту пьесу Мольера, а в этих аргументах видно желание использовать авторитет власти в свою пользу.

## Переводы на русский
- Лихачев, Владимир Сергеевич
- Арго, Абрам Маркович